# Taikan Yokoyama
Taikan Yokoyama  (横山 大観?) (Mito, 2 novembre 1868 – Tokyo, 26 febbraio 1958) è stato un pittore giapponese esponente del movimento artistico nihonga e figura centrale della promozione e rivitalizzazione delle arti tradizionali giapponesi nella prima metà del XX secolo.

## Biografia
Yokoyama, il cui nome alla nascita era Sakai Hidemaro, è nato a Mito, nella Prefettura di Ibaraki, figlio maggiore di Sakai Sutehiko, di professione samurai. Fu adottato dalla famiglia materna dalla quale acquisì il cognome di Yokoyama.
Nel 1878 si trasferisce a Tokyo con la famiglia adottiva; qui studia al Tōkyō Furitsu Daiichi Chūgakkō (Hibiya High School), dedicandosi in particolare all’apprendimento della lingua inglese e all’arte e alla pittura yōga, di orientamento occidentalizzante. 
In seguito studia disegno presso il pittore Watanabe Fumisaburo e pittura con Kanō Hōgai, maestro della Scuola Kanō. La sua formazione di base in campo artistico può quindi essere considerata eclettica in questa fase.
Nel 1889 si iscrive al primo corso istituito al Tōkyō Bijutsu Gakkō  (poi diventata Università delle arti di Tokyo), che era stata recentemente inaugurata da Okakura Kakuzō. Qui studia con Hashimoto Gahō, artista di Scuola Kanō. Tra i suoi compagni di studi che acquisirono successivamente notorietà in campo artistico: Hishida Shunsō, Shimomura Kanzan e Saigō Kogetsu.

Dallo studio in questa scuola deriva un approccio anche teorico all’arte, una profonda conoscenza dell’arte tradizionale nei temi e nelle tecniche ma anche l’interesse alla sperimentazione e innovazione.

Dopo la laurea, Yokoyama insegna per un anno al "Kyōto Shiritsu Bijutsu Kōgei Gakkō" (che poi diventerà l’Università delle Arti di Kyoto) e parallelamente si dedica allo studio della pittura religiosa Buddhista.
Nel 1896 viene nominato assistente al Tōkyō Bijutsu Gakkō, istituto presso cui si era formato; da questa posizione si dimette l’anno seguente unitamente ad altri colleghi in segno di protesta quando Okakura Kakuzō viene costretto alle dimissioni per motivi politici.

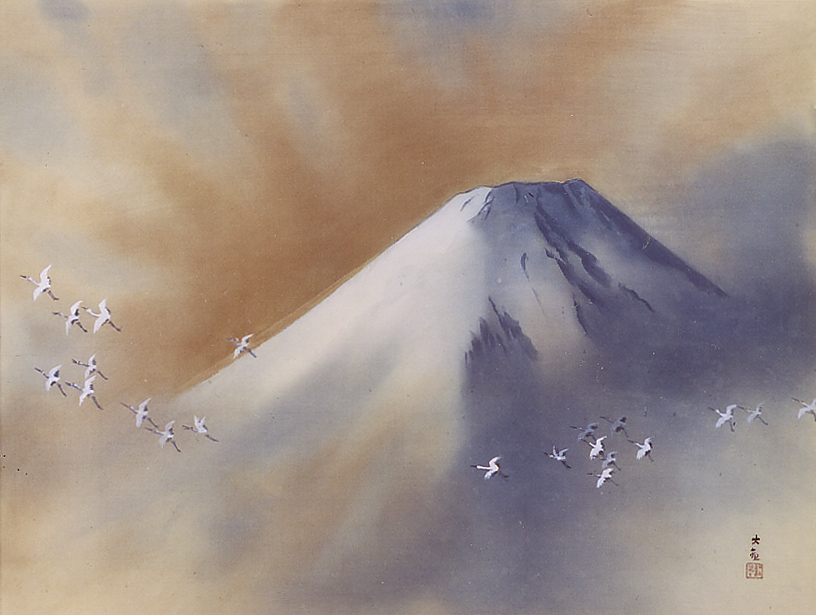
Montagna innevata con gru

Con Okakura e molti dei colleghi dimissionari fonda l’Accademia giapponese d’arte (Nihon Bijutsuin), istituzione in cui crede e che sosterrà sempre anche dopo la morte di Okakura e nei momenti di maggiore difficoltà economica in quanto la scuola non era inizialmente sostenuta da alcuna istituzione pubblica. 
Dopo la morte della moglie, Yokoyama lascia il Giappone ed inizia una stagione di viaggi che lo portano a visitare Calcutta, New York, Boston, Londra, Berlino e Parigi. Approfondisce l’arte e in generale la cultura occidentale, e nel contempo si rafforza la sua convinzione che il contributo all’arte che il Giappone può dare è nello sviluppare le peculiarità della tradizione artistica giapponese.
Negli anni che precedono la seconda guerra mondiale,  Taikan, la cui autorevolezza e professionalità è riconosciuta, viene inviato in Italia dal Governo giapponese quale rappresentante ufficiale della comunità artistica giapponese.
Nel 1935, viene incaricato come docente dall’Accademia Imperiale delle Arti (poi Accademia delle arti del Giappone); nel 1937 è uno dei primi artisti a ricevere l’Ordine della Cultura il più alto riconoscimento assegnato ad un artista, onorificenza istituita quello stesso anno.
Di fede nazionalista, nel corso degli anni della guerra dona il ricavato delle vendita di molte sue opere all’esercito e ciò ha determinato al termine della guerra la sua messa in stato di accusa come criminale di guerra da parte delle forze americane di occupazione.

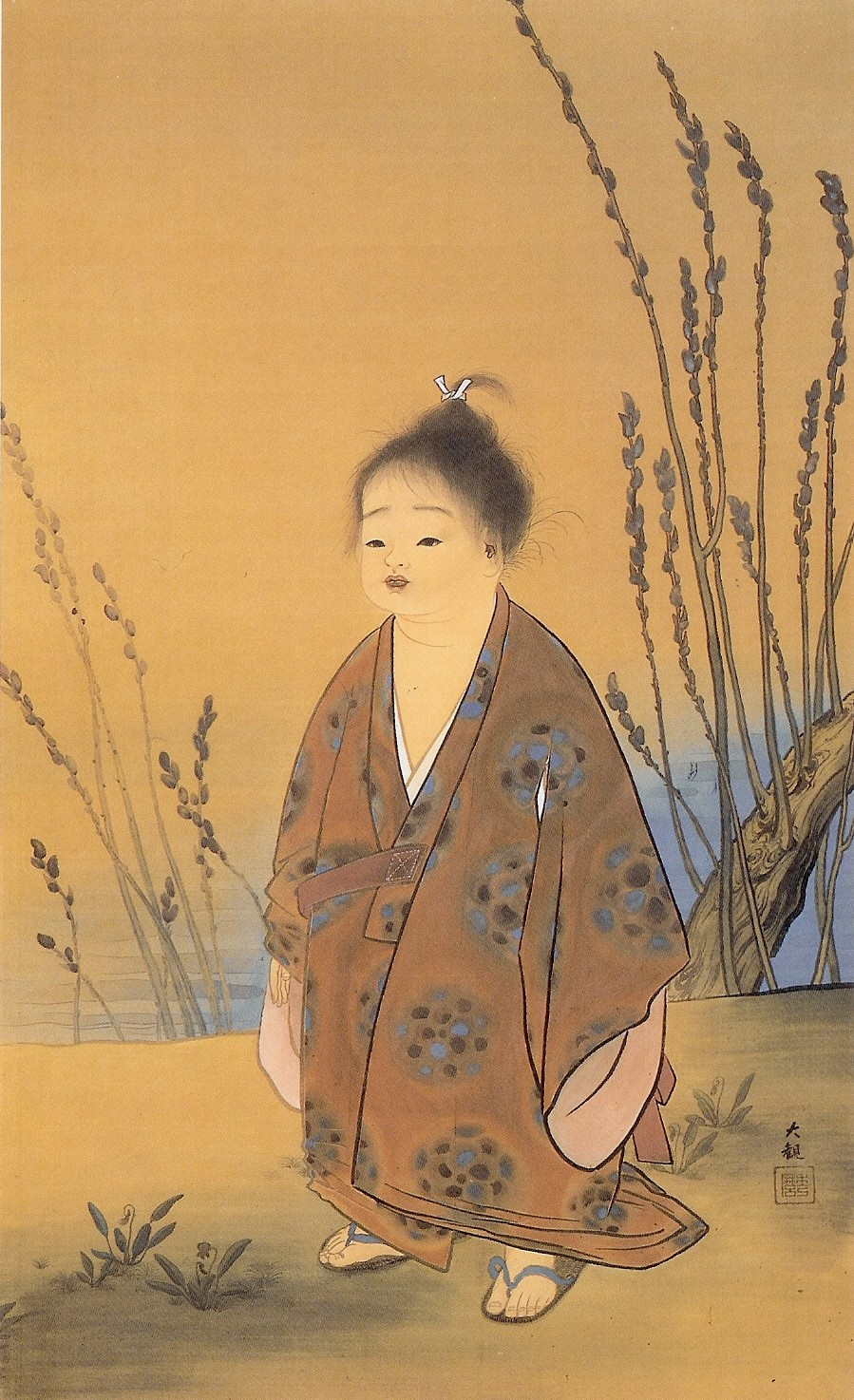
Altruismo o dimenticanza di sé.

Yokoyama Taikan muore a Tokyo il 26 febbraio 1958 all’età di 89 anni; la sua casa è ora aperta al pubblico ed è sede del Museo memoriale di Yokoyama Taikan.

## L’Accademia giapponese d’arte
Nel 1914 si dedica a rivitalizzare l’Accademia giapponese d’arte, chiusa dopo la morte di Okakura Kakuzō nel 1913. Le esposizioni annuali dell’Accademia, denominate in modo sintetico Inten, acquisiscono rilievo quali mostre indipendenti per giovani talenti. Uno dei maggiori mecenati e sostenitori delle iniziative di Taikan in questo ambito è il mercante di sete Hara Tomitarō.

Grazie alla sua influenza in ambito universitario e il riconoscimento della sua autorevolezza nella promozione delle arti, Taikan ha avuto un ruolo di grande importanza nel sostegno e nell’evoluzione del movimento Nihonga e in generale nella diffusione delle tecniche artistiche di tradizione giapponese, non solo pittoriche.

## Stile e soggetti
Taikan durante tutto il corso della sua attività professionale è sempre stato orientato alla ricerca e alla sperimentazione. 
Negli anni giovanili, sotto l’influenza di Okakura e del suo indirizzo ai temi della tradizione e della storia del Giappone, sviluppa soggetti legati alla storia, alla mitologia, alla religione e alla letteratura, con attenzione alle forme e alle tecniche dei classici della pittura giapponese e cinese; successivamente si orienta verso soggetti quotidiani e della natura.
All’inizio del 900 unitamente a Hishida Shunsō, sperimenta e sviluppa un nuovo stile, eliminando completamente le linee di contorno dei soggetti e utilizzando una stesura del colore morbida e sfumata, avendo comunque come obiettivo la rappresentazione tridimensionale derivata dalla pittura a olio occidentale. Questa tecnica così innovativa per i tempi, fu severamente criticata da altri pittori di scuola tradizionale. Lo stile venne definito con intento dispregiativo "Mourou-tai (Stile indefinito o fantasma)", definizione oggi acquisita proprio per indicare questo stile espressivo dal contorno sfumato.
Successivamente, pur abbandonando questo stile, l’abilità acquisita nella resa dello sfumato gli consente di dipingere con efficacia le variazioni atmosferiche quali nubi, nebbie pioggia e neve che diventano elementi distintivi della sua pittura di paesaggio.
Nella maturità si dedica quasi esclusivamente alla pittura monocroma ad inchiostro sumi-e nella quale sviluppa maestria nel calibrare un’ampia gamma di tonalità.  Fonte di ispirazione diventa principalmente la natura e in particolare il paesaggio: panorami montani, cascate, fiumi in cui solo marginalmente compaiono animali e persone.

Il Monte Fuji con le sue forme imponenti, in quanto simbolo non solo della tradizione pittorica ma soprattutto emblema della nazione giapponese, rimase uno dei soggetti maggiormente ritratti nel corso dell’intera attività artistica.

## Opere
Taikan, nonostante gli impegni pubblici e l’attività didattica e di promozione, è stato un pittore molto prolifico: pannelli decorativi, semplici acquarelli, rotoli verticali e orizzontali anche di grandi dimensioni, sia monocromi che a colori, eventualmente anche su fondo oro, paraventi.

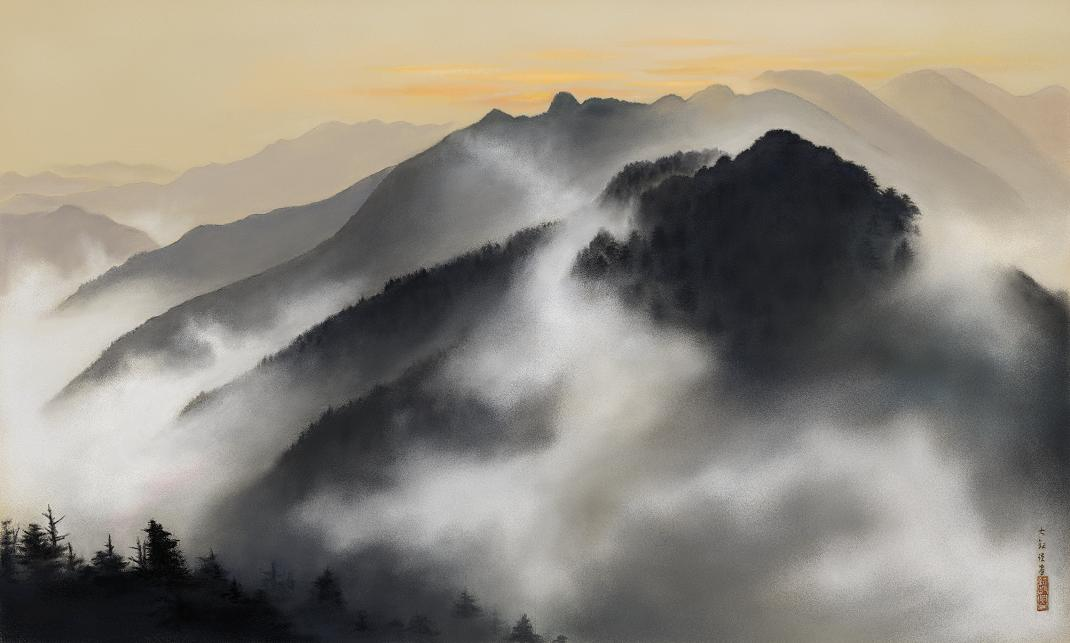
Alba primaverile sulle sacre cime dei monti Chichibu

Tra le numerose opere di Taikan, le più note sono:
- Altruismo, 1897, rotolo verticale, pigmenti su seta; qui l’altruismo o rinuncia di sé come ideale buddhista Zen è rappresentato da un bambino in kimono tradizionale del periodo heian di taglia fuori misura[13]
- Metempsichosis, 1923, rotolo orizzontale lungo oltre 40 metri, inchiostro su carta; l’opera è presente in letteratura con il titolo “La ruota della vita”; qui il ciclo dell’acqua è descritto simbolicamente a rappresentare il dinamismo del cosmo e di tutti gli esseri viventi[14].
- Alba primaverile sulle sacre cime dei monti Chichibu, 1928, rotolo verticale, inchiostro e oro su seta.
- Fiori di ciliegio di notte, 1929, coppia di paraventi su carta.
- Le isole splendenti, 1941, rotolo orizzontale, donato all’imperatore per commemorare i 2600 anni dalla fondazione dell’impero.

Numerose sue opere sono state designate Beni di importanza culturale del Giappone.

## Riconoscimenti
- Artista della Casa imperiale (1931);
- Asahi Prize (1933);
- Ordine della Cultura (1937);
- Persona di merito culturale (1951)[1][7].